# Ибн Манзур
Джамал ад-ди́н Абу́-ль-Фадль Муха́ммад ибн Му́крим аль-Анса́ри ар-Рува́йфии, известный как Ибн Манзу́р (1232, Каир/Триполи/Гафса — 1311, Египет) — известный мусульманский учёный, филолог, историк, знаток фикха и арабского языка, автор двадцатитомного толкового словаря арабского языка «Лисан аль-араб». Автор многих трудов общим объёмом около пятисот томов.

## Биография
Его полное имя: Джамал ад-дин Абу-ль-Фадль Мухаммад ибн Мукрим (Мукаррам) ибн Али ибн Ахмад ибн Манзур аль-Ансари аль-Ифрики аль-Мисри аль-Хазраджи ар-Рувайфии. Родился в Каире, но также существуют мнения о том, что он родом из Триполи или Гафсы. Потомок сподвижника Мухаммеда Рувайфи ибн Сабита аль-Ансари. Вначале работал в правительственной канцелярии в Каире, затем стал верховным кадием Триполи. После возвращения в Египет, незадолго до своей кончины, потерял зрение и скончался в месяце шаабан 711 года по хиджре (23/24 декабря 1311 года).
Ибн Манзур обучался у таких учёных, как Абдуррахман ибн ат-Туфайль, Муртада ибн Хатим, Абу-ль-Хасан ибн аль-Мукир аль-Багдади и др.
Ибн Хаджар аль-Аскаляни говорил о нём: «Отличался неустанной склонностью к составлению кратких версий обширных сочинений».

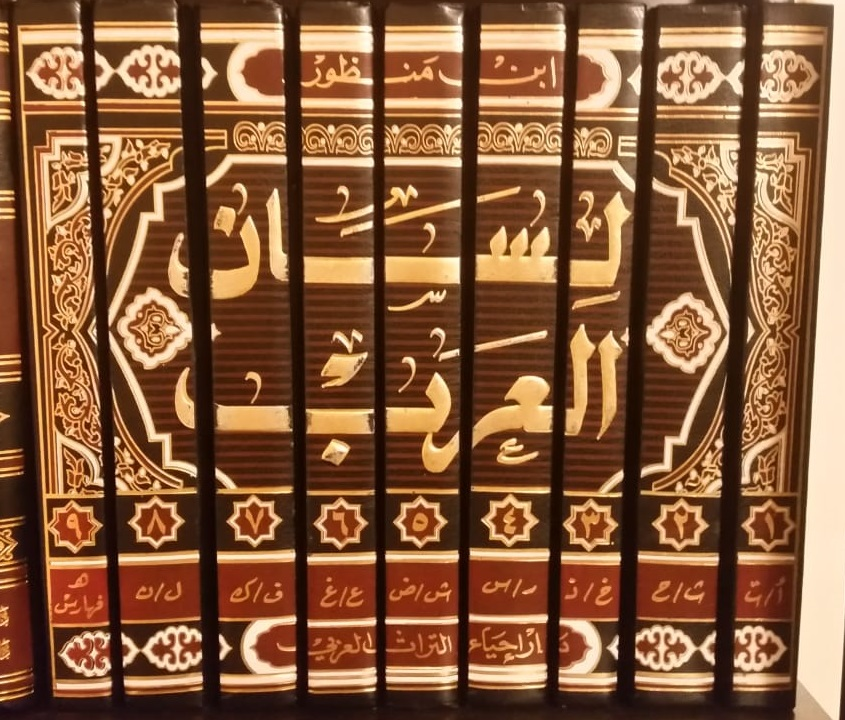
Лисан аль-араб